# Торилон довгохвостий
Торило́н довгохвостий (Uromyias agilis) — вид горобцеподібних птахів родини тиранових (Tyrannidae). Мешкає в Андах.

## Поширення і екологія
Довховості торилони мешкають у Венесуелі, Колумбії і Еквадорі. Вони живуть у вологих гірських тропічних лісах, в бамбукових заростях Chusquea та високогірних чагарникових заростях Анд. Зустрічаються на висоті від 1800 до 3400 м над рівнем моря. Зустрічаються парами або зграйками до 6 птахів, на висоті від 1800 до 3400 м над рівнем моря. Іноді приєднуються до змішаних зграй птахів. Живляться комахами. 